# Dziwka
Dziwka (hiszp. Yo puta) – hiszpański film fabularny w reżyserii Maríi Lidón z 2004 roku.
Film jest stylizowaną na film dokumentalny adaptacją powieści Isabel Pisano Yo puta. Główną bohaterką jest Rebecca (Denise Richards), studentka antropologii zbierająca materiały do książki na temat prostytucji.

## Obsada
- Daryl Hannah – Adriana
- Denise Richards – Rebecca Smith
- Joaquim de Almeida – Pierre
- Pierre Woodman – w roli samego siebie
- Dora Venter – w roli samej siebie
- Rita Faltoyano – w roli samej siebie
- Cristina Bella – w roli samej siebie
- Christoph Clark – w roli samego siebie
- Sophie Evans – w roli samej siebie
- Steve Holmes – w roli samego siebie
- Mónica Naranjo – prostytutka
- Conrad Son – w roli samego siebie